# زلزال صفد 1837
زلزال صفد 1837 هزة أرضية قوية ضربت منطقة الجليل يوم الفاتح من كانون الثاني 1837.
كان مركز الزلزال شرق مدينة صفد وقدرت شدته بـ 6.25-6.5 درجة على مقياس ريختر.
يعتبر من أهم الزلازل التي ضربت فلسطين. وقد انتشر أثره في منطقة صفد كلها وارتفع عدد ضحاياه إلى 5000 نسمة. وُدمرت بسببه مدينة صفد القديمة تدميراً شبه تام. وكذلك دمرت قرية الجش. وبلغ عدد قرى قضاء طبريا التي أصابها الخراب بسبب الزلزال أكثر من 17 قرية. ويذكر الرحالة طومسون الذي زار صفد بعد الزلزال مباشرة أن السبب الذي عظّم المصيبة هو أن بيوت صفد مبنية على سفح جبل. ولما زُلزلت الأرض سقطت البيوت العليا على البيوت السفلى فهدمتها، وهدمت هذه التي أسفل منها تسلسليا. دمّر الزلزال مدينة صفد بالكامل وأحدث أضراراً في مناطق كثيرة في الجليل مثل الجش وعين زيتون وطبريا ولوبيا والشجرة والرينة. امتدت آثار الزلزال إلى مناطق بعيدة نسبياً عن مركز الزلزال مثل نابلس، التي دُمر فيها حي كامل وتضرر حي آخر بشكل كبير. هذا وضربت صفد زلازل كثيرة خلال الألف عام الماضية منها: 1204-1212-1339-1402-1546-1656-1666-1759-1837-1927-1938م.